# 유차달
류차달(柳車達, 880년 음력 8월 28일 ~ ?)은 문화 류씨의 시조로 고려조의 건국 공신이다. 류차달은 고려 통합삼한익찬벽상공신 대승(高麗 統合三韓翊贊壁上功臣 大丞)을 지냈고, 황해도 문화 지방의 토호로 왕건이 고려를 창건할 때 협력하였다. 묘는 황해남도 삼천군 달천종달로동자구 먹대골에 위치하고 있다.

## 생애
고려 태조가 후백제를 정벌할 때 수레를 제공하여 군량미 조달에 적극 협조하여 삼한공신이 되었다. 대승이라는 관직을 제수받았는데, 당시 고려 삼한익찬벽상 공신 중 2등 공신이 12명인데, 그 중 한 사람이다. 유차달의 7세인 류공권(柳公權)에 이르러 가문이 크게 현달하였다.
한편, 유차달은 동학사의 동계사에서 신라 시조 박혁거세와 일본에 건너가 죽은 신라 충신 박제상을 초혼하여 제사를 지냈다는 전승도 전해지고 있다. 《신증동국여지승람》에 따르면, 고려 태조 때 식량수송에 공을 세워 대승(大丞)에 제수되고 삼한공신(三韓功臣)의 호를 받았다고 한다.『증보문헌비고(增補文獻備考)』권(卷) 48, 제계고(帝系考) 9, 부록 씨족(附錄 氏族) 3, 문화류씨(文化柳氏) 편에 의하면 류차달은 월흑산(月黑山)의 장(長) 류보림(柳普林)의 아들로 원래 이름은 류해(柳海)였는데, 고려 태조(高麗 太祖)가 견훤(甄萱)을 정벌할 당시 수레(車) 1천량(一千輛)을 제작, 사고(私庫)를 털어 군량을 보급한 공으로「柳車達」이라는 이름을 받았다고 전한다.
「문화(文化)」는 황해도 신천(黃海道 信川)에 속한 지명으로 본래 단군(檀君)의 네 아들이 황해도 구월산(黃海道 九月山) 밑에 도읍을 정했던 곳으로 전한다. 그 후 고구려 시기에 궐구현(闕口縣)으로 고쳤으며 고려 초기 유주(儒州)로 개칭하였고 성종(成宗)이 시령(始寧)이라는 별호를 내렸다. 현종(顯宗) 9년인 1018년 풍주(豊州)에 예속시켰다가 고려 고종(高宗) 대에 문화현(文化縣)으로 승격하여 조선 시기에도 그대로 계승되었고, 조선 고종 32년(1895년) 군(郡)으로 승격하였으나 후에 신천군(信川郡)에 편입, 문화면(文化面)이 되었다.
고려사(高麗史)』卷 58 志 12 지리지(地理志) 3에는 다음과 같은 기록이 있다. 유주(儒州)는 원래 고구려(高句麗)의 궐구(闕口)인데 고려(高麗) 초에 지금 명칭으로 고쳤다. 현종(顯宗) 9年에 본 주에 소속시켰으며 예종 원년(睿宗 元年)에 감무(監務)를 두었고 고종(高宗) 46年에 위사공신 성균대사성(衛社功臣 成均大司成) 류경(柳璥 ; 류공권의 손자)의 내향(內鄕)이라고 하여 문화현령관(文化縣令官)으로 승격시켰는바 시령(始寧 ; 성종이 정한 명칭)이라고도 부른다. 여기에는 구월산(九月山 ; 세상에 전하기를 아사달산 阿斯達山 이라고 한다), 장장평(莊莊坪 ; 세상에 전하기를 단군이 도읍했던 곳이라고 한다), 삼성사(三聖祠 ; 환인 桓因, 환웅 桓雄 및 단군 檀君의 사당) 등이 있다 - 安西大都護府, 豐州. 儒州本高勾麗闕口高麗初改今名. 顯宗九年來屬睿宗元年置監務 高宗四十六年以衛社功臣成均大司成柳璥內鄕陞爲文化縣令官別號始寧(成廟所定). 有九月山(世傳阿斯達山)莊莊坪(世傳檀君所都卽唐莊京之訛) 三聖祠(有檀因檀雄檀君祠)
문화 류씨 가문은 시조 류차달이 고려 태조 왕건의 후삼국 통일 전쟁에 협력하여 관계(官階)를 제수(除授)받고 공신에 책봉된 것을 계기로 그 기틀을 마련하고, 그 후 류차달의 후손들이 상경종사(上京從仕)하여 양반가(兩班家)의 일원이 되고 고려 전기에 검교직(檢校職), 무반직(武班職)에 종사하는 등 관인(官人) 가문으로 등장한다. 그리고 류차달의 6대손인 류공권이 고려 의종 대에 과거에 급제하여 명종 대에 참지정사-정당문학 등 여러 재상직을 역임하였다. 류차달은 무신정변(1170년) 이후 많은 문신(文臣)들이 살상(殺傷)되고, 사회가 크게 동요한 혼란기의 와중에도 충직한 언동으로 상하의 신임을 얻어 여러 요직을 거쳐 가문의 기가(起家) 및 벌족(閥族)으로서의 기틀을 다졌다.

## 류씨 시조(류차달)가계도
- 전거(근거) ; 문화 류씨 가정보 및 고려 시기 류공권, 류돈, 류보발 등의 묘지명 속 선대 기록
- 아들 (문화류씨 2세) : 류효금(柳孝金 ; 좌윤 左尹)
- 손자(3세) : 류금환(柳金奐 ; 대장군중윤 大將軍中尹)
- 증손자(4세) : 류노일(柳盧一 ; 檢校大將軍 行散員)
- 현손(5세) : 류보춘(柳寶春 ; 檢校少府少監)
- 5대손(6세) : 류총(柳寵 ; 검교소부소감 檢校少府少監)
- 6대손(7세) : 류공권 (柳公權 ; 1132-1196) ; 정당문학 참지정사 판상서예부사(政堂文學 參知政事 判尙書禮部事) 문간공(文簡公)

## 참조
- 채하 류주환 (2008년 12월 11일). “류릉을 찾아서”. 2014년 1월 29일에 원본 문서에서 보존된 문서. 2009년 2월 24일에 확인함.